# Битва при Кербеле
Битва при Кербеле — сражение, произошедшее 12 октября 680 года в городе Кербела, расположенном на территории современного Ирака. Сражение велось между внуком пророка Мухаммеда Хусейном ибн Али и его армией и армией Язида ибн Муавии. В результате боев Хусейн был убит вместе с семьюдесятью родственниками и сторонниками.
Причиной битвы послужил отказ Хусейна принести Язиду клятву верности (Язид принял бразды правления от своего отца Муавии, завещавшего ему перед смертью халифат в нарушение прошлых договорённостей с Хасаном ибн Али).
Ибн Зияду, губернатору Куфы, было приказано противостоять Хусейну. Он направил 4000 воинов под командованием Умара ибн Саада против Хусейна.
Караван Хусейна достиг Кербелы и был вынужден разбить лагерь на сухой, голой земле, где их перехватил авангард войска Ибн Зияда в количестве около 1000 человек во главе с Хурром ибн Зиядом.
Ибн Зияд повелел Умару ибн Сааду: «Закрой Хусейну и его сторонникам доступ к воде и не позволяй им взять ни капли». Ибн Саад разместил всадников по берегам Евфрата, закрыв людям Хусейна доступ к воде. Один из последователей Хусейна пытался, вступив в переговоры, получить доступ к воде, но ему было отказано.
Хусейн предложил Ибн Сааду три варианта: либо им разрешат вернуться туда, откуда они пришли, либо им предоставят возможность разрешить свой спор с Язидом, либо они покинут границы мусульманского государства, где будут жить обычной жизнью (некоторые историки отвергают последние два варианта).
Но Ибн Зияда убедили не поддаваться на уговоры, поскольку Хусейн мог вернуться с большей силой, если его отпустить. Ибн Зияд приказал начать битву.
Правым флангом сил имама Хусейна командовал Зухайр ибн Кайн, левым — Хабиб ибн Музахир. В центре располагался сам имам и воины из рода Пророка Мухаммада. Знаменосцем был Аббас ибн Али, брат Хусейна.
Центром войска Язида командовали Умар ибн Саад и Умар ибн Хаджадж. Во главе конницы стоял Шимр ибн Зиль-Джавшан, а во главе пехоты — Урва ибн Кайс. Знамя Омейядов нёс Шибс ибн Раби, общее руководство войском осуществлял Умар ибн Саад.
Бой завершился поражением Хусейна: менее чем сотне его сторонников противостояла целая армия Язида I, насчитывавшая 4 тысячи человек. Всего были убиты 72 человека, в том числе полугодовалый правнук самого Али ибн Абу Талиба Али Асгар. Многие из убитых были членами семьи Пророка Мухаммада. Событие часто рассматривается как начало разделения между суннитской и шиитской ветвями ислама.
В этот день шииты скорбят по имаму Хусейну и остальным погибшим членам семьи Пророка. В начале 2012 года траурные мероприятия в Кербеле посетили более пятнадцати миллионов человек.
События битвы при Кербеле поминаются во время мусульманского траура Ашура.